# Batka István (orvos)
Batka István (Makó, 1896. március 23. – Makó, 1971. szeptember 22.) magyar orvos, reumatológus. Fia, Batka István (1927–1980) építész volt.

## Életpályája
Szülei: Batka István és Mágori Viktória voltak. 1921-ben diplomázott a Pázmány Péter Tudományegyetemen. 1921-ben visszatért Makóra; iskolaorvosként, reumatológus orvosként, illetve főorvosként dolgozott. Az 1950-es években kezdeményezésére indult meg a makói fürdő építése: az első makói kútfúrás 1956 nyarán volt a helyi járási tanács udvarán.
Elsőként figyelt fel arra, hogy a Maroson és a makói Gyilkos-tavon is iszapban fürödtek az emberek. Az iszapkúrák gyógyuláshoz vezettek. Így kezdte el kutatni az iszap gyógyító hatását. Elvégzett egy kísérletet: röntgenfilmre fémpénzt, és arra egy zacskó iszapot helyezett. Pár nap múlva az előhívott filmen kirajzolódott a pénz formája. Ez sugárzó anyagtartalomra utalt. Erre a munkára a Magyar Állami Földtani Intézetet kérte fel. Az Állami Eötvös Loránd Geofizikai Intézet igazolta, hogy az iszapnak radioaktív ereje van; az Országos Reumatológia és Fürdőügyi Intézet szerint gyógyítási célra is felhasználható.
Sírja Makón, a Református ótemetőben található.

## Emlékezete
Szobrát (bronz, kő posztamens) a makói városi fürdő előterében állították fel.

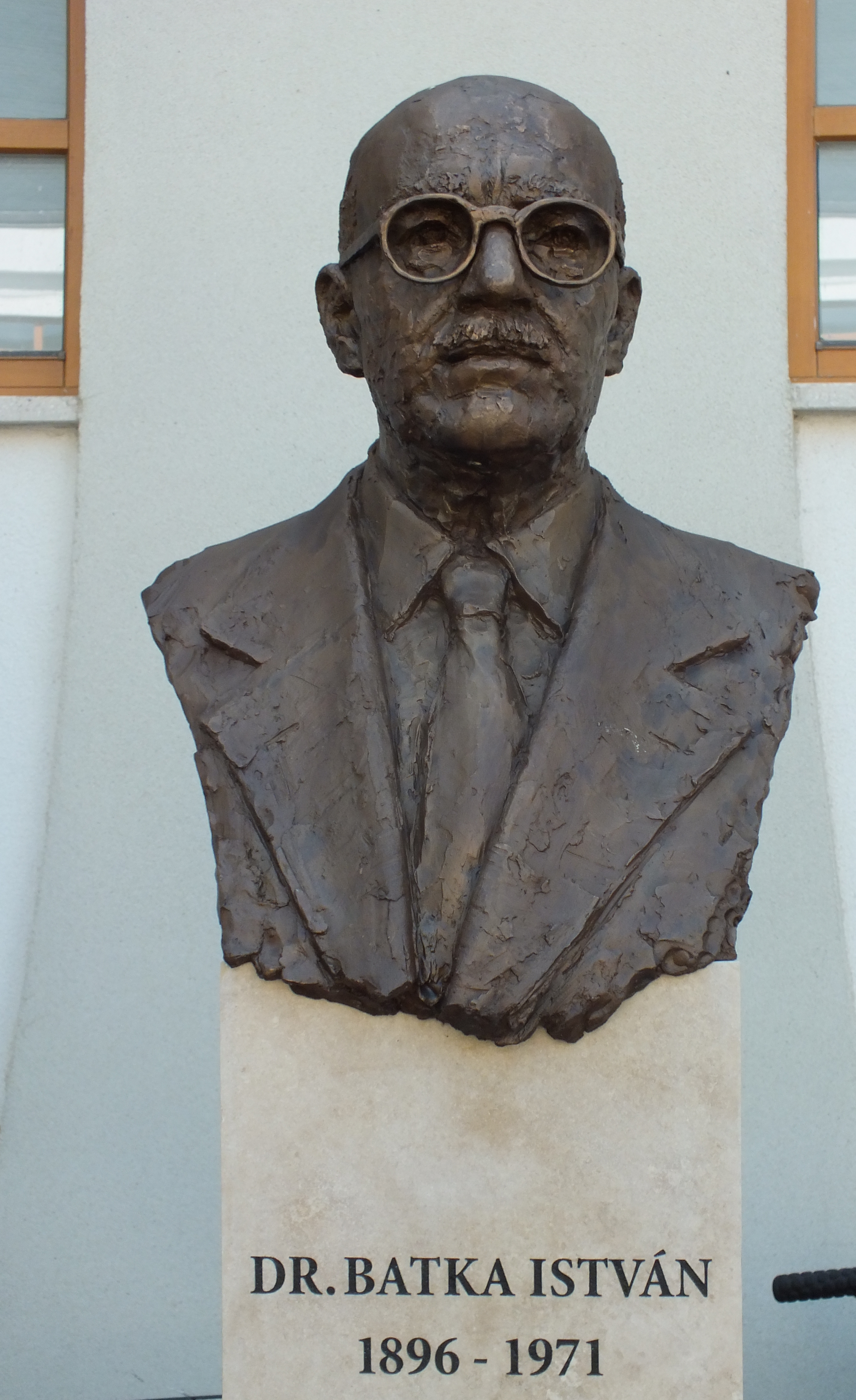
Batka István főorvos szobra Makón, a fürdő előtt

## Művei
- A tejtízóraiztatási akció és az iskolaorvosi intézmény országos megszervezése (Népegészségügy, 1937)
- Az iskolaügy fejlődése és megszervezése Makón (Népegészségügy, 1939)
- Makói gyógyiszap (összeállította Csajághy Gáborral, Hódmezővásárhely, 1962)